# Улкатчо 14A
Улкатчо 14A (англ. Ulkatcho 14A) — індіанська резервація в Канаді, у провінції Британська Колумбія, у межах регіонального округу Карібу.

## Населення
За даними перепису 2016 року, індіанська резервація нараховувала 155 осіб, показавши зростання на 12,3%, порівняно з 2011-м роком. Середня густина населення становила 58,2 осіб/км².
З офіційних мов обидвома одночасно не володів жоден з жителів, тільки англійською — 150. Усього 40 осіб вважали рідною мовою не одну з офіційних, з них 35 — одну з корінних мов.
Працездатне населення становило 68% усього населення, рівень безробіття — 58,8%.

## Клімат
Середня річна температура становить 2,2°C, середня максимальна – 18,4°C, а середня мінімальна – -17°C. Середня річна кількість опадів – 435 мм.
| Клімат поселення                              | Клімат поселення | Клімат поселення | Клімат поселення | Клімат поселення | Клімат поселення | Клімат поселення | Клімат поселення | Клімат поселення | Клімат поселення | Клімат поселення | Клімат поселення | Клімат поселення | Клімат поселення |
| Показник                                      | Січ.             | Лют.             | Бер.             | Квіт.            | Трав.            | Черв.            | Лип.             | Серп.            | Вер.             | Жовт.            | Лист.            | Груд.            |                  |
| Середній максимум, °C                         | −2,28            | 0,34             | 5,24             | 9,91             | 14,23            | 17,94            | 18,37            | 18,13            | 14,14            | 8,68             | 1,30             | −3,96            |                  |
| Середня температура, °C                       | −9,65            | −7,03            | −2,12            | 2,54             | 6,85             | 10,56            | 13,04            | 12,78            | 8,81             | 3,33             | −4,01            | −9,3             |                  |
| Середній мінімум, °C                          | −17,02           | −14,39           | −9,5             | −4,83            | −0,52            | 3,20             | 7,68             | 7,44             | 3,48             | −2               | −9,39            | −14,64           |                  |
| Норма опадів, мм                              | 43               | 24               | 21               | 20               | 32               | 44               | 41               | 34               | 30               | 45               | 56               | 45               |                  |
| Середньомісячна швидкість вітру, м/с          | 1.70             | 1.80             | 2.00             | 2.30             | 2.30             | 2.30             | 2.30             | 2.00             | 1.90             | 2.00             | 1.92             | 1.64             |                  |
| Середньомісячна сонячна радіація, кДж/м²·день | 2736             | 5449             | 9892             | 14599            | 18258            | 19788            | 19972            | 16829            | 11663            | 6309             | 3070             | 2043             |                  |
| --------------------------------------------- | ---------------- | ---------------- | ---------------- | ---------------- | ---------------- | ---------------- | ---------------- | ---------------- | ---------------- | ---------------- | ---------------- | ---------------- | ---------------- |
| Джерело:                                      |                  |                  |                  |                  |                  |                  |                  |                  |                  |                  |                  |                  |                  |